# Tom Connally

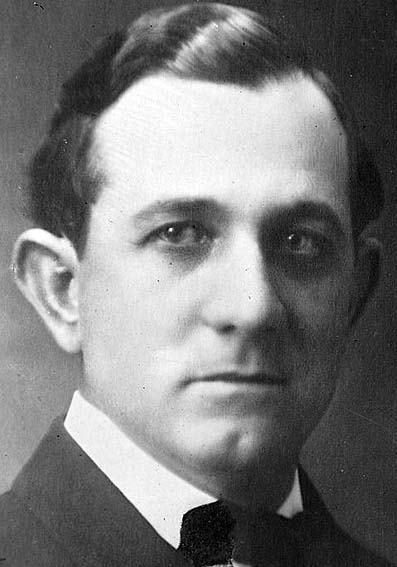
Tom Connally

Thomas Terry „Tom“ Connally (* 19. August 1877 bei Hewitt, Texas; † 28. Oktober 1963 in Washington, D.C.) war ein US-amerikanischer Politiker (Demokratische Partei), der den Bundesstaat Texas in beiden Kammern des Kongresses vertrat.

## Leben
Der junge Tom Connally besuchte die Schulen im McLennan County und schrieb sich dann an der Baylor University in Waco ein, wo er 1896 seinen Abschluss machte. Zwei Jahre darauf graduierte er an der juristischen Fakultät der University of Texas in Austin und wurde in die Anwaltskammer aufgenommen, woraufhin er in Waco zu praktizieren begann. 1899 ließ er sich dann in Marlin nieder. Während des Spanisch-Amerikanischen Krieges diente er als Sergeant Major im zweiten Freiwilligen-Infanterieregiment aus Texas.
Sein erstes politisches Mandat hatte er von 1901 bis 1905 als Abgeordneter im Repräsentantenhaus von Texas inne. Von 1906 bis 1910 war er Staatsanwalt im Falls County. Im Ersten Weltkrieg kämpfte er als Captain der 21. Infanteriebrigade für die US Army. Zuvor wurde er ins US-Repräsentantenhaus gewählt, wo er vom 4. März 1917 bis zum 3. März 1929, unterbrochen durch den Kriegseinsatz im Jahr 1918, den 11. Kongresswahldistrikt von Texas vertrat.
1928 bewarb sich Connally nicht um die Wiederwahl, sondern kandidierte stattdessen für einen Sitz im US-Senat. Er war erfolgreich und nahm sein Mandat nach mehrfacher Wiederwahl vom 4. März 1929 bis zum 3. Januar 1953 wahr. Während dieser Zeit hatte er unter anderem den Vorsitz im außenpolitischen Ausschuss inne und hatte dabei Anteil an der Ratifizierung des Vertrages zur Gründung der NATO. Im Juni 1945 war er überdies stellvertretender Vorsitzender der US-Delegation bei der Konferenz von San Francisco. Er fungierte als Vertreter der Vereinigten Staaten bei der ersten Sitzung der UN-Vollversammlung in London und der zweiten Sitzung in New York. Auf seine Initiative wurde in die im August 1946 abgegebene Erklärung der Vereinigten Staaten zur Gerichtsbarkeit des Internationalen Gerichtshofs eine nach ihm als Connally-Vorbehalt benannte Einschränkung aufgenommen, demzufolge die Anerkennung der Gerichtsbarkeit des IGH nicht gelten sollte für Angelegenheiten, die nach Auffassung der USA der Zuständigkeit ihrer nationalen Gerichte unterliegen würden.
Nach seinem Abschied aus dem Kongress nahm Tom Connally, der seit 1942 mit der Witwe des ehemaligen texanischen Senators Morris Sheppard, Lucille Sheppard, verheiratet war, wieder seine juristische Tätigkeit in Washington auf, wo er im Oktober 1963 auch verstarb.